# Derhamia
Genre
Derhamia est un genre de poissons téléostéens de la famille des Lebiasinidae et de l'ordre des Characiformes. Le genre Derhamia est monotypique, c'est-à-dire qu'il n'est composé que d'une seule espèce, Derhamia hoffmannorum.

## Liste d'espèces
Selon FishBase (25 juin 2015) :
- Derhamia hoffmannorum Géry & Zarske, 2002[2],[3]

## Résumé espèce
Derhamia hoffmannorum est une espèce de poissons d'eau douce, endémique à la Guyane, où il se rencontre dans la rivière Mazaruni. C’est une espèce pélagique qui vit dans un climat tropical,. La taille moyenne est d'environ 6,1 cm (2,4 po). Il a un corps allongé avec de grands yeux. C’est une espèce relativement farouche par rapport à d'autres espèces similaires, tels que les « poissons crayon ». Ils vivent près de la surface de l'eau et sont connus pour se cacher aussi souvent que possible, généralement sous des plantes ou objets flottants. Cette espèce ne se nourrit que de ce qui peut être collecté en surface. D. hoffmannorum ne cherchera pas la nourriture qui coule au fond.